# Tegbessou
Tegbessou (ou Tegbesu) est traditionnellement (si on exclut la reine Hangbè) le sixième roi d'Abomey (royaume du Danhomè, sur le territoire de l'actuel Bénin). Il règne d'avril 1732, ou plutôt de 1740 au 17 mai 1774, date de sa mort.

## Biographie

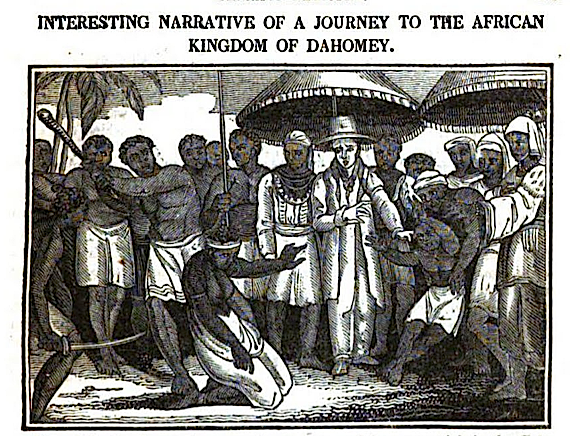
Caricature du Roi Tgbessou.

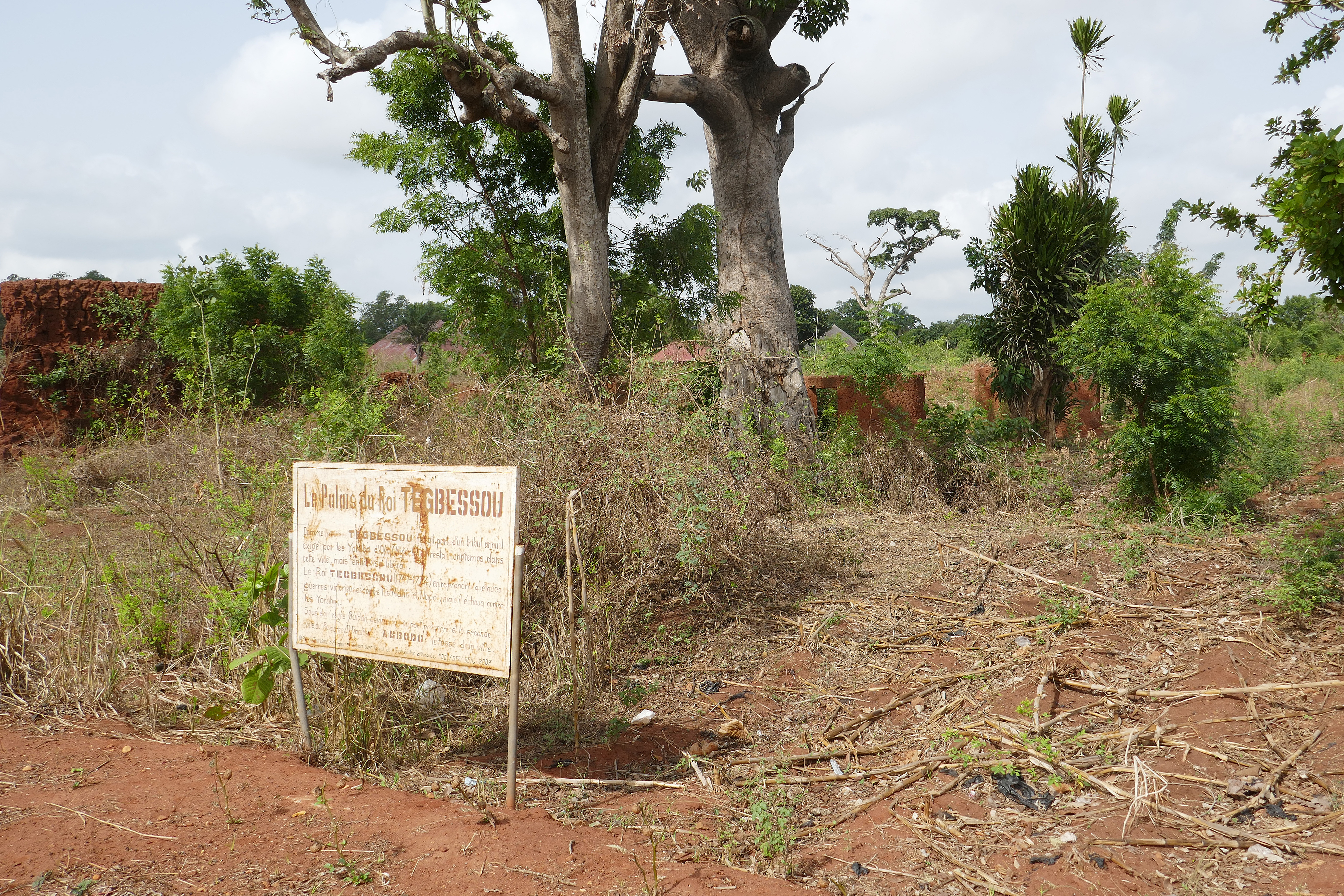
Abomey-Palais du roi Tegbessou

Il renforce l’autorité du pouvoir d’Abomey sur sa partie côtière qui venait d’être occupée par son prédécesseur Agadja. 
À sa mort, 285 de ses femmes se seraient entretuées pour le rejoindre dans l’au-delà et 6 autres se seraient fait enterrer avec lui, car la mort des épouses royales à la mort du souverain est de règle au royaume d’Abomey.
L'un des emblèmes favoris de Tegbessou est le buffle paré d'une tunique, en écho au proverbe « Un buffle habillé est difficile à déshabiller ».